# Pacific School of Religion

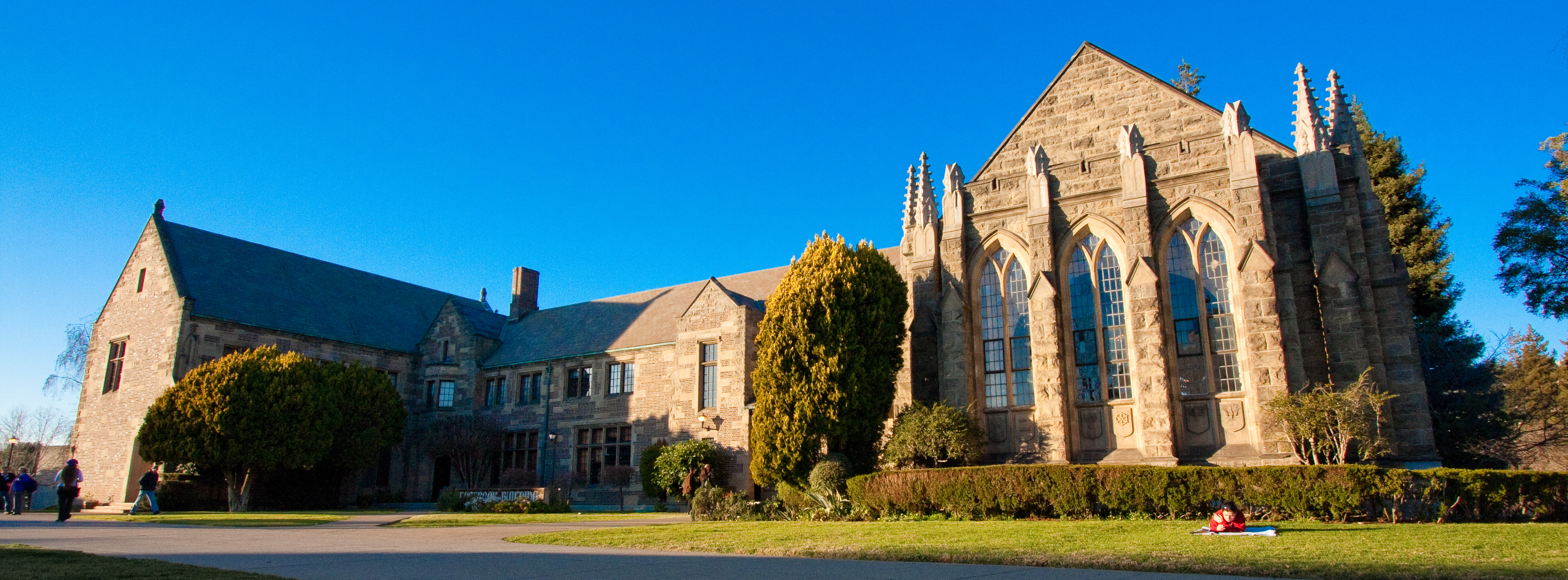
Die methodistische Pacific School of Religion in Berkeley, ca. 2010

Die Pacific School of Religion ist ein theologisches Seminar in Berkeley in Kalifornien. Es bildet Absolventen für die United Church of Christ, die United Methodist Church, die Disciples of Christ und andere christliche Denominationen aus. 1866 wurde das Pacific Theological Seminary gegründet.
Zu ihm gehört das Badè Museum of Biblical Archaeology mit einem umfangreichen Bestand von Artefakten vor allem von archäologischen Ausgrabungen in Tell en-Nasbeh bei Jerusalem von 1926 bis 1935. Es besitzt über 300 historische Bibeln und bis 2015 einige Oxyrhynchus-Papyri (u. a. P. Oxy. XV 1596).
Präsident ist David Vásquez-Levy.
Die Führungskräfte und der Vorstand des Theologischen Seminars